# Auchmis subdetersa
Auchmis subdetersa là một loài bướm đêm trong họ Noctuidae.